# Gottfried Lumper
Gottfried Lumper (* 9. Februar 1747 in Füssen; † 8. März 1800 in Villingen) war ein deutscher katholischer Theologe.

## Leben und Werk
Gottfried Lumper trat nach ersten Studien in Ochsenhausen 1764 der Ordensgemeinschaft der Benediktiner St. Georgen in Villingen bei. 1770 – 1771 wurde er nach St. Gallen geschickt, um dort die französische Sprache zu lernen. Nach seiner Priesterweihe 1771 verließ er die Klausur nur noch, um die dem Kloster anvertraute Pfarrei in Pfaffenweiler zu betreuen. Er lehrte als Professor am Benediktinergymnasium Villingen und stieg zu dessen Präfekten und zum Prior der Mönchsgemeinschaft auf. 
Lumpers wichtigstes Werk war eine dreizehnbändige Darstellung der Schriften der Kirchenväter Historia theologico-critica de vita, scriptis atque doctrina sanctorum patrum, 13 Bände, Augsburg 1783 – 1799. 